# John Davies (bibliotecário)
John Davies (1743-1817) foi o bibliotecário (bibliothecarius) da Universidade de Cambridge de 1783 a 1817.
Ele foi educado na Westminster School e entrou no Trinity College, Cambridge, em maio de 1761. Formou-se em 1765 e em 1768, e depois tornou-se num Companheiro da Trindade em 1766 e foi Ecônomo Júnior de 1782 a 1790.
Foi ordenado diácono em 1766 e sacerdote em 1772. Então, serviu como curado perpétuo de Leominster (1767), curado de St Mary the Great Cambridge (1783-84), vigário de Shudy Camps (1784-86), vigário de Flintham (1785-1804), curado perpétuo de Kneeton (1786) -1804) e reitor de Orwell (1804–17).